# 일제강점기의 형무소
일제강점기의 형무소(日帝强占期의 刑務所)는 일제강점기 동안 조선총독부 산하에서 운영된 형무소이다.

## 경기도

### 서대문형무소
1908년에 통감부가 세운 경성감옥이 1912년에 서대문감옥으로, 1923년에 서대문형무소로 개칭하였다. 현재의 서울 서대문구 현저동 서대문형무소 역사관 자리에 있었다. 의병장 허위가 경성감옥 제1호 사형수로 사형되는 등, 일제 강점기 동안 많은 항일 운동가들이 수감되고 옥사하거나 사형되었다. 대한민국에서도 1987년까지 계속 교도소로 사용되었다.

### 마포형무소
서대문형무소의 전신인 경성감옥의 공간이 부족해지자, 1912년에 조선총독부가 신설한 형무소이다. 현재의 서울 마포구 공덕동에 있었으며, 경성감옥으로 불리게 되었다. 일제 강점기 동안 대전형무소와 함께 무기징역형을 받은 죄수나 장기 수형자를 수용하는 곳이었다. 대한민국에서도 1963년까지 교도소로 사용되었다.

### 영등포형무소
대한제국 시기부터 설치되어 있던 영등포감옥을 조선총독부가 경성감옥 영등포분감으로 개편하여 활용하였다. 1920년에 청진감옥, 신의주감옥, 목포감옥, 전주감옥과 함께 본감으로 승격하였다. 대한민국에서는 1949년에 부천형무소를 새로 설립하였고, 후에 이 기관이 영등포교도소로 바뀌었다.

### 경성감옥 인천분감
1909년에 통감부는 인천부에 경성감옥 인천분감을 설치하여 1923년까지 운영하였다. 김구가 수감되어 항만 건설 노역에 참여한 곳이다.

### 인천소년형무소
청소년 범죄자 수감을 위해 1936년부터 인천부에서 운용된 형무소이다. 18세 미만의 형기 1년 이상, 초범자로서 학력 보통 학교 3년 이상 수학한 자를 집금하도록 하였다. 대한민국에서는 인천소년형무소로 활용하다가 1990년에 기능을 천안소년형무소로 이전하고 인천구치소로 바뀌었다.

### 개성소년형무소
1923년 경성형무소 개성분감을 승격시켜 신설되었다. 18세 미만의 남자 소년과 이에 준하는 자를 수감하였다. 그러나 수용 인원 증가로 1932년 인천에 신축공사를 시작, 1936년 개청하였다.

### 경성형무소 의정부농장
일제 강점기 말기인 1943년에 의정부에 경성형무소 의정부농장이 세워졌다. 대한민국에서는 1966년에 의정부교도소로 승격시켰고, 1982년에는 위치를 이전했다.

## 강원도

### 서대문형무소 춘천지소
강원도 춘천부에 있던 형무소이다. 1909년에 통감부가 경성감옥 춘천분감으로 개설했고, 이후 서대문형무소 춘천지소로 불렸다. 미군정 시기에 춘천형무소로 승격한 뒤, 대한민국에서도 춘천교도소로 사용된다.

## 평안도

### 평양형무소
평안남도 평양에 설치된 형무소이다. 1915년에 마지막 의병장으로 꼽히는 채응언이 사형당하고 1944년에는 신사참배 강요에 반대한 주기철이 옥사한 곳이다. 조선민주주의인민공화국 건국 초기까지 형무소로 사용되었으나, 현황은 알려지지 않았다.

### 신의주형무소
평안북도 신의주에 있던 형무소이다. 평안북도 지역은 3·1 운동 초기에 경성부와 거의 동시에 만세 시위가 일어나, 시위 가담자들이 신의주형무소에 구금되었다. 이때 천도교 지도자 김낙용이 신의주형무소에서 옥사했다.

## 함경도

### 함흥형무소
함경남도 함흥부에 설치된 형무소이다. 조선어학회 사건의 이윤재와 한징이 함흥형무소에서 옥사하였다. 조선민주주의인민공화국 건국 초기에도 형무소로 사용되었으나, 현황은 알려지지 않았다.

### 원산형무소
함경남도 원산부에 있던 형무소이다.

### 청진형무소
함경북도 청진부에 있던 형무소이다.

## 황해도

### 해주형무소
황해도 해주부에 있던 형무소이다. 일제 강점기 초기에 황해도에서 발생한 105인 사건과 구월산주비대 사건 관련자들이 해주형무소에 수감되었다.

## 충청도

### 공주형무소
1908년에 공주감옥으로 설치되어 1923년에 공주형무소로 개칭하였다. 대한민국에서도 공주교도소로 사용되나, 위치는 이전하였다. 만주 지역의 항일 운동가 오동진이 공주형무소에 수용된 뒤 사망하였다.

### 대전형무소
3·1 운동 직후인 1919년 5월에 대전감옥으로 개청하였다. 위치는 현재의 대전 중구 목동이다. 일제 강점기 동안 안창호, 여운형, 박헌영 등이 수감되었던 곳이다. 대한민국에서도 대전교도소로 사용되며, 대전 유성구로 이전하였다.

## 경상도

### 대구형무소
경상북도 대구부에 설치된 형무소이다. 1908년에 대구감옥으로 설립되었으며, 1910년부터 현재의 대구 중구 삼덕동에 있었다. 조선은행에 폭탄을 던진 장진홍이 사형되고 이육사가 관련자로 수감되었다. 대한민국에서는 대구교도소로 이름을 바꾸고 달성군으로 위치를 옮겼다.

### 부산형무소
경상남도 부산부에 설치된 형무소이다. 1898년에 감옥 업무를 시작하고 1906년에 부산감옥으로 개칭되어 역사가 오래된 편이다. 마산에는 부산형무소 마산지소를 운영했다. 부산형무소는 대한민국에서 부산교도소를 거쳐 부산구치소로 개편되었고, 부산형무소 마산지소는 마산교도소로 사용된다.

### 김천소년형무소
1923년 대구형무소 김천분감을 승격시켜 설치되었다. 20세 미만의 남자 소년과 이에 준하는 형기 1년 이상의 자를 수감하였다. 대한민국에서는 김천소년형무소로, 이어 지금의 김천소년교도소로 이어졌다.

## 전라도

### 전주형무소
1908년 전라북도 전주에 광주감옥의 분감으로 설치된 형무소이다. 1920년에 전주감옥으로 승격한 뒤, 1923년에 전주형무소로 개칭되었다. 1934년에 신건설사 사건으로 체포된 좌익 문예인들이 전주형무소에 수감되었다. 대한민국에서도 전주교도소로 사용한다.

### 광주형무소
전라남도 광주에 설치된 형무소이다. 한일 병합 조약 체결 전부터 광주감옥이라는 이름으로 운영되다가, 1923년에 광주형무소로 개칭하였다. 광주학생운동 참가자들이 수용되었다. 대한민국에서도 광주교도소로 사용한다.

### 목포형무소
1909년에 통감부가 광주감옥 목포분감으로 설치한 뒤 1920년에 목포감옥으로 승격하였다. 위치는 현 목포시 산정동이며, 인근에 채석장이 있어 죄수들은 채석 작업에 동원되었다. 대한민국에서도 목포교도소로 사용된다. 1989년에 위치를 무안군으로 이전하였다.